# Nastro d’Argento/Beste Nebendarstellerin
Nastro d’Argento: Beste Nebendarstellerin (Nastro d'Argento alla migliore attrice non protagonista)
Dieser Filmpreis wird seit 1946 vom italienischen Filmkritikerverband (Sindacato Nazionale Giornalisti Cinematografici Italiani, SNGCI) vergeben.
| Jahr | Preisträgerin                               | Filmtitel                                                           |
| ---- | ------------------------------------------- | ------------------------------------------------------------------- |
| 1946 | Anna Magnani                                | Rom, offene Stadt (Roma città aperta)                               |
| 1947 | Ave Ninchi                                  | In Frieden leben (Vivere in pace)                                   |
| 1948 | Vivi Gioi                                   | Tragische Jagd (Caccia tragica)                                     |
| 1949 | Giulietta Masina                            | Ohne Gnade (Senza pietà)                                            |
| 1950 | keine Verleihung                            |                                                                     |
| 1951 | Giulietta Masina                            | Lichter des Varieté (Luci del varietà)                              |
| 1952 | keine Verleihung                            |                                                                     |
| 1953 | keine Verleihung                            |                                                                     |
| 1954 | Elisa Cegani                                | Tempi nostri                                                        |
| 1955 | Tina Pica                                   | Liebe, Brot und Eifersucht (Pane, amore e gelosia)                  |
| 1956 | Valentina Cortese                           | Die Freundinnen (Le amiche)                                         |
| 1957 | Marisa Merlini                              | Tempo di villeggiatura                                              |
| 1958 | Franca Marzi                                | Die Nächte der Cabiria (Le notti di Cabiria)                        |
| 1959 | Dorian Gray                                 | Freundinnen (Mogli pericolose)                                      |
| 1960 | Cristina Gaioni                             | Die Hölle in der Stadt (Nella città l’inferno)                      |
| 1961 | Didi Perego                                 | Kapò                                                                |
| 1962 | Monica Vitti                                | Die Nacht (La notte)                                                |
| 1963 | Regina Bianchi                              | Die vier Tage von Neapel (Le quattro giornate di Napoli)            |
| 1964 | Sandra Milo                                 | Achteinhalb (8½)                                                    |
| 1965 | Tecla Scarano                               | Hochzeit auf italienisch (Matrimonio all'italiana)                  |
| 1966 | Sandra Milo                                 | Julia und die Geister (Giulietta degli spiriti)                     |
| 1967 | Olga Villi                                  | Frivole Spiele (Signore & signori)                                  |
| 1968 | Maria Grazia Buccella                       | Ich habe dich zum Spaß geheiratet (Ti ho sposato per allegria)      |
| 1969 | Pupella Maggio                              | Il medico della mutua                                               |
| 1970 | keine Verleihung                            |                                                                     |
| 1971 | Francesca Romana Coluzzi                    | Schwestern teilen alles (Venga a prendere il caffè da noi)          |
| 1972 | Silvana Mangano                             | Tod in Venedig (Morte a Venezia)                                    |
| 1972 | Marina Berti                                | La califfa                                                          |
| 1973 | keine Verleihung                            |                                                                     |
| 1974 | Adriana Asti                                | Ein kurzer Urlaub (Una breve vacanza)                               |
| 1975 | Giovanna Ralli                              | Wir waren so verliebt (C’eravamo tanto amati)                       |
| 1976 | Maria Teresa Albani                         | Per le antiche scale                                                |
| 1977 | Adriana Asti                                | Das Erbe der Ferramonti (L’eredità Ferramonti)                      |
| 1978 | Virna Lisi                                  | Jenseits von Gut und Böse (Al di là del bene e del male)            |
| 1979 | Lea Massari                                 | Christus kam nur bis Eboli (Cristo si è fermato a Eboli)            |
| 1980 | Stefania Sandrelli                          | Die Terrasse (La terrazza)                                          |
| 1981 | Ida Di Benedetto                            | Fontamara                                                           |
| 1982 | Claudia Cardinale                           | Die Haut (La pelle)                                                 |
| 1983 | Virna Lisi                                  | Gelati und amore (Sapore di mare)                                   |
| 1984 | Monica Scattini                             | Lontano da dove                                                     |
| 1985 | Marina Confalone                            | Also sprach Bellavista (Così parlò Bellavista)                      |
| 1986 | Isa Danieli                                 | Camorra (Un complicato intrigo di donne, vicoli e delitti)          |
| 1987 | Ottavia Piccolo                             | Die Familie (La famiglia)                                           |
| 1988 | Elena Sofia Ricci                           | Io e mia sorella                                                    |
| 1989 | Stefania Sandrelli                          | Die französische Cousine (Mignon è partita)                         |
| 1990 | Nancy Brilli                                | Kleine Mißverständnisse (Piccoli equivoci)                          |
| 1991 | Zoe Incrocci                                | Am Ende des Tages (Verso sera)                                      |
| 1992 | Ilaria Occhini                              | Benvenuti in casa Gori                                              |
| 1993 | Paola Quattrini                             | Fratelli e sorelle                                                  |
| 1994 | Milena Vukotic                              | Fantozzi in paradiso                                                |
| 1995 | Virna Lisi                                  | Die Bartholomäusnacht (La reine Margot)                             |
| 1996 | Regina Bianchi                              | Camerieri                                                           |
| 1997 | Lucia Poli                                  | Albergo Roma                                                        |
| 1998 | alle Darstellerinnen                        | Oh, Tano! Für Dich lohnt es sich zu sterben (Tano da morire)        |
| 1999 | Stefania Sandrelli                          | La cena                                                             |
| 2000 | Marina Massironi                            | Brot und Tulpen (Pane e tulipani)                                   |
| 2001 | Stefania Sandrelli                          | Ein letzter Kuss (L'ultimo bacio)                                   |
| 2002 | Margherita Buy Virna Lisi Sandra Ceccarelli | Der schönste Tag in meinem Leben (Il più bel giorno della mia vita) |
| 2003 | Monica Bellucci                             | Ricordati di me                                                     |
| 2004 | Margherita Buy                              | Caterina va in città                                                |
| 2005 | Giovanna Mezzogiorno                        | L’amore ritorna                                                     |
| 2006 | Angela Finocchiaro                          | Die Bestie im Herzen (La bestia nel cuore)                          |
| 2007 | Ambra Angiolini                             | Saturno Contro – In Ewigkeit Liebe (Saturno contro)                 |
| 2008 | Sabrina Ferilli                             | Das ganze Leben liegt vor Dir (Tutta la vita davanti)               |
| 2009 | Francesca Neri                              | Il papà di Giovanna                                                 |
| 2010 | Isabella Ragonese                           | La nostra vita Due vite per caso                                    |
| 2010 | Elena Sofia Ricci Lunetta Savino            | Männer al dente (Mine vaganti)                                      |
| 2011 | Carolina Crescentini                        | Boris – Il film 20 sigarette                                        |
| 2012 | Michela Cescon                              | Romanzo di una strage                                               |
| 2013 | Sabrina Ferilli                             | La Grande Bellezza – Die große Schönheit (La grande bellezza)       |
| 2014 | Paola Minaccioni                            | Allacciate le cinture                                               |
| 2015 | Micaela Ramazzotti                          | Il nome del figlio                                                  |
| 2016 | Greta Scarano                               | Suburra                                                             |
| 2017 | Sabrina Ferilli                             | Omicidio all'italiana                                               |
| 2017 | Carla Signoris                              | Lasciati andare                                                     |